# Amicale laïque Bruz TT
L'Amicale laïque de Bruz Tennis de table est une section sportive de l'association culturelle et sportive du même nom, située à Bruz en périphérie de Rennes. La section féminine est la troisième équipe la plus titrée en France derrière les intouchables AC Boulogne-Billancourt (16 titres) et Montpellier tennis de table (12 titres).

## Histoire du club
La section de tennis de table a fait parler d'elle dans les années 1980 avec son équipe féminine qui a remporté pour sa première année dans l'élite le Championnat de France de Nationale 1 en 1980. Qualifiées pour la Coupe d'Europe des Clubs Champions l'année suivante, Nadine Daviaud (multiple championne de France en titre), Béatrice Abgrall (future championne de France en simple en 1984) et Brigitte Quenolle (remplaçante d'Annie Landeau blessée), ont éliminé au premier tour les italiennes de Bari puis à la surprise générale les roumaines d'Arad au 2e tour. Les voilà qualifiées pour les quarts de finale de la Coupe d'Europe aux côtés du Statisztika PSC Budapest, du Voros Lobogo (Hongrie), du Mladost Zagreb (Yougoslavie), Panelliniow (RFA), Valberg (Suède), Pallette Save (Belgique) et Prague (République tchèque). L'aventure s'arrêtera contre les Tchèques à ce stade de la compétition, ce qui représente déjà une performance historique pour une équipe féminine de l'Hexagone.
Elles conservent leur titre de Championnes de France pour leur deuxième saison dans l'élite mais ne réussissent pas la passe de trois l'année suivante, l'ASPTT Annecy coiffant les bretonnes à la deuxième place. L'AL Bruz récupère son bien en 1983 et le garde en 1984, le tout couronné d'un deuxième quart de finale dans la plus grande coupe d'Europe de l'époque. Les départs de Nadine Daviaud (pour l'USKB) et de Béatrice Abgrall (pour le CAM Bordeaux) marquent la fin d'une belle époque pour le club de la périphérie rennaise, qui quitte l'élite deux ans plus tard. Le club végète en Nationale 2, malgré la campagne de 1988 qui voit les bretonnes lutter avec l'AL Eysines pour la première place de leur groupe, puis descend petit à petit dans la hiérarchie sportive. Aujourd'hui, l'équipe féminine évolue en Départementale 2.

## Anciennes joueuses
- Nadine Daviaud (multiple championne de France en simple, en double et en mixte), (passage à Bruz entre 1979 et 1984)
- Béatrice Abgrall (championne de France en simple en 1984), (1979-1984)
- Annie Landeau,
- Brigitte Quenolle,
- Rozenn Yquel (actuelle sélectionneur de l'Équipe de France féminine)

## Palmarès
- Championnes de France de Nationale 1 en 1980, 1981, 1983 et 1984
- Quarts de finalistes de la Coupe d'Europe des Clubs Champions en 1981 et 1983
- Championnes de France de Nationale 2 en 1979

## Source
- Journal Le Télégramme mars 1980